# Afasia de Wernicke

Esquema anatómico del cerebro, se observan:
Área de Wernicke
Área de Broca
Giro angular
Giro supramarginal
Corteza auditiva primaria

La afasia de Wernicke, también conocida como afasia fluente, afasia sensorial, afasia receptiva, o afasia de comprensión, es un tipo de afasia caracterizado por un trastorno del lenguaje consistente en la incapacidad para comprender y repetir el lenguaje hablado, producto de una lesión en un área del lóbulo temporal del cerebro encargada de traducir la información sensorial auditiva en unidades de significado. Éstas lesiones son comúnmente causadas por ataques cerebrovasculares en la Arteria cerebral media. El anatomista alemán Carl Wernicke identificó esta área incluyéndola en 1874 en lo que se considera la primera teoría neurolingüística, razón por la cual se la nombró en su honor.

## Marco histórico
En 1863 Paul Broca informa de 25 casos de alteraciones en el habla asociadas a lesiones en el hemisferio izquierdo del cerebro, en el área actualmente conocida como área de Broca. Broca propone que esta área localizada en la tercera circunvolución frontal izquierda es la encargada de coordinar la articulación del lenguaje. A la alteración del lenguaje asociada con esta área la nombró primeramente como afemia, aunque posteriormente se ha adoptado el término «afasia». El impacto de los trabajos de Broca impulsó el estudio de las bases anatómicas del lenguaje, lo que condujo a que en 1874 Wernicke publicara su trabajo donde propone la existencia de un centro para las imágenes auditivas de las palabras; y que su lesión causaría una alteración en la comprensión de las palabras.
Wernicke estudió una serie de pacientes con daños en el lóbulo temporal, en una zona muy cercana a la descubierta por Paul Broca. Este último autor había demostrado tiempo antes que la zona que pasó a denominarse área de Broca, situada en el lóbulo frontal izquierdo era la encargada de producir el lenguaje. El autor alemán discrepó de la teoría de Broca, y demostró que esta área no era la única zona implicada en la producción del lenguaje, ya que una lesión en el área de Wernicke provocaba síntomas distintos a los descubiertos por Broca: el paciente era incapaz de comprender y repetir el lenguaje hablado, pero sí era capaz de hablar, es decir, de emitir sonidos mediante el movimiento de ciertos músculos. Una lesión en el área de Wernicke no produce ninguna afección al oído ni parálisis de ningún tipo.

## Modelo de Wernicke-Lichtheim

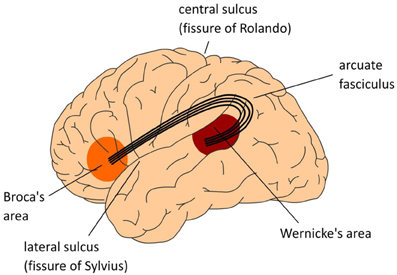
Conexión entre las áreas de Broca y Wernicke por el fascículo arqueado

Con base en su investigación Wernicke desarrolló el primer modelo conexionista de las bases neuronales del lenguaje. Según este modelo el lenguaje es el producto de una serie de centros y conexiones entre estos centros. Los centros se corresponden con el área de Wernicke (centro de las imágenes auditivas de las palabras), y con el área de Broca (centro de las imágenes motoras de las palabras). Estando estos dos centros conectados entre sí por medio del fascículo arqueado. En su modelo señala que la vía sensorial procedente de los receptores auditivos hasta la corteza auditiva, y la vía motora procedente de la corteza y dirigida hacia los órganos que forman el aparato fonador, también formarían parte del modelo.
Según Wernicke los seres humanos serían capaces de hablar porque:
1. Los estímulos auditivos serían captados en los oídos y transformados en impulsos nerviosos que llegarían hasta el lóbulo temporal.
2. Estos impulsos llegarían hasta el área de Wernicke situada justo en este lóbulo y pasarían hasta el área de Broca a través del fascículo arqueado.
3. En el área de Broca se crearía una representación de los movimientos necesarios para el habla y una señal se enviaría a los músculos implicados (cara, lengua, boca) para que se produjera el resultado deseado.

## Nuevos modelos
El modelo de Wernicke-Lichtheim (también denominado modelo clásico) se ha usado como la principal explicación detrás del procesamiento del lenguaje y las dos afasias principales: Wernicke y Brocca. En 1970 Norman Geschwind publicó un artículo llamado La organización del lenguaje y el cerebro, en el cual recopila cientos de casos de pacientes que exhibían distintos tipos de afasia y consolida aún más el modelo clásico. La concepción localizacionista que llevó a la creación de este modelo clásico empezó a perder validez en la década de 1980, pues comenzó la transición a una visión más holística, según la cual las funciones cerebrales dejan de atribuirse a regiones específicas y empiezan a ser atribuidas a circuitos de mayor escala. Es decir, no se entienden las áreas de Brocca y de Wernicke como los centros de lenguaje del cerebro, sino que estos dos forman parte de un gran circuito que cumple múltiples funciones, donde existe cierto nivel de localización, pero este se vuelve más abstracto.
No es sino hasta el 2004 que Hickok y Poeppel publican un artículo proponiendo un modelo lingüístico que logra combinar el modelo clásico con las nuevas nociones antilocalizacionistas. Dicho modelo establece que existen dos «corrientes» que parten de la corteza auditiva en el lóbulo temporal y se desplazan a distintas regiones del cerebro. La corriente dorsal estaría directamente relacionada con las capacidades motoras y sensoriales del lenguaje, mientras que la corriente ventral estaría relacionada con aspectos más cognitivos del lenguaje, como la comprensión. Estas corrientes no son circuitos unidireccionales como proponía el modelo clásico; éstas establecen conexiones bilaterales entre distintas regiones del cerebro, las cuales cooperan de distintas maneras para facilitar la función de dicha corriente.
La corriente dorsal adquiere su nombre por involucrar partes del cerebro que se encuentran en una posición dorsal a la corteza auditiva primaria. Los dos componentes principales de esta corriente son la corteza motora principal y el área de Brocca. Al estar estas áreas relacionadas con capacidades motrices y a la producción del habla, lesiones que alteran el funcionamiento de ésta corriente conducen a la afasia de Brocca. La corriente dorsal se encuentra en el hemisferio izquierdo, extendiéndose desde el lóbulo temporal hacia el lóbulo frontal, sin tener mayor interacción con el lóbulo parietal.
La corriente ventral adquiere su nombre por involucrar partes del cerebro que se encuentran en una posición ventral a la corteza auditiva primaria. Estando ubicada a lo largo del lóbulo temporal, esta corriente incluye el área de Wernicke. Funcionalmente, esta corriente posee una interfaz léxica y una red combinacional distribuida en distintas regiones del lóbulo temporal. La interacción de estos dos sistemas permiten a la corriente encargarse de la comprensión del lenguaje. Esta corriente se encuentra principalmente en el hemisferio izquierdo, pero exhibe un nivel de bilateralidad que no posee la corriente dorsal. Ambas corrientes se conectan entre sí, permitiendo comunicación entre nuestras capacidades motrices y de comprensión.
El modelo de Hickock y Poeppel trató de separarse de los antiguos nombres anatómicos relacionados al lenguaje, pues su ubicación aún es debatida en la literatura. Utilizando nombres de sistemas más estandarizados, como la nomenclatura de Brodmann, el modelo permite minimizar la variabilidad que existe entre lo que distintas publicaciones denominan como área de Wernicke. A pesar de los avances impulsados por este modelo e investigaciones de soporte, la comunidad neurolingüística aún debate si los modelos existentes son totalmente válidos o no.

## Predicciones del modelo de Wernicke
Gracias a este modelo, Wernicke predice otro tipo de afasia, la denominada de «afasia de conducción», que se produciría cuando hubiera una interrupción en la conducción de señales entre el área de Broca y la de Wernicke, dada por una lesión en el fascículo arqueado. El autor no encontró ningún ejemplo de este tipo de afasia, pero en la actualidad se encuentra documentada y se ha demostrado que la hipótesis del alemán fue acertada.

## Características de la afasia de Wernicke
Las características principales de la afasia de Wernicke son una comprensión del habla deficiente y la producción de un habla sin sentido. Al contrario que con la afasia de Broca, el habla es fluida y no elaborada, el sujeto no se esfuerza en producir las palabras, pero introduce parafasias fonémicas y semánticas. Se mantiene la línea melódica, con inflexiones y deflexiones normales de la voz. Al oír hablar a un paciente con afasia de Wernicke se tiene la impresión de que su habla es gramatical. Es decir, el sujeto utiliza palabras funcionales, tiempos verbales complejos y oraciones subordinadas. Sin embargo, hace uso de pocas palabras con contenido, y las palabras hiladas carecen de sentido. El lenguaje se caracteriza por la logorrea. En situaciones extremas, el habla se deteriora tanto que se convierte en una jerga ininteligible (jergafasia). Los pacientes muestran un escaso grado de comprensión del lenguaje hablado, y un hecho remarcable referente a las personas con este tipo de afasia es que a menudo no parecen estar conscientes de su déficit. Tampoco se sorprenden por lo que oyen de los demás, aunque resulta obvio que no pueden entender lo que oyen. Mantienen las convenciones sociales, y hablan a pesar de no entender lo que se les dice. Aunque continúan siendo sensibles a la expresión facial y al tono de voz de otras personas, por ejemplo empiezan a hablar luego de la inflexión que acompaña a una pregunta. La capacidad para repetir palabras y frases se encuentra alterada. También es frecuente la alteración de la lectura y la escritura, los pacientes presentan dificultades para asociar palabras escritas con su significado o sonido; en casos extremos presentan dificultad para identificar letras y el reconocimiento de las letras por su nombre. El paciente con afasia de Wernicke puede escribir con facilidad, pero con una jerga paragráfica fluente, con estructuras similares a las que presenta en el lenguaje hablado.
En síntesis, las características básicas de la afasia de Wernicke son:
1. Comprensión auditiva alterada.
2. Lenguaje fluido con parafasias fonémicas y semánticas.
3. Articulación y prosodia normales.
4. Alteración de la repetición y denominación.
5. Lectura y escritura alteradas en forma similar al lenguaje hablado.

## Correlación anatomopatológica
Existe una asociación consistente entre la afasia de Wernicke y las lesiones en el tercio posterior de la circunvolución temporal superior (área de Wernicke, o área 22 de Brodmann). En este tipo de lesiones a menudo se incluye el córtex auditivo primario, áreas del lóbulo parietal incluyendo el giro angular y/o el giro supramarginal y posiblemente la sustancia blanca.